# Cedric Gibbons
Cedric Gibbons (23 de marzo de 1893-26 de julio de 1960) fue un director de cine estadounidense de origen irlandés.
Hijo de un arquitecto, nació en Dublín (Irlanda); pronto emigró junto a su familia a Estados Unidos, concretamente a la ciudad de Nueva York.
Comenzó a trabajar para Edison Studios realizando su primera película en el año 1919. Al cerrar esta productora, Cedric comenzó a trabajar para Samuel Goldwyn. Posteriormente siguió desarrollando su trabajo para Louis B. Mayer (MGM), empresa en la que permaneció durante el resto de su carrera, 32 años.
En 1930, contrajo matrimonio con la actriz mexicana afincada por entonces en Hollywood Dolores del Río, divorciándose en 1941. Más adelante se casó con otra actriz, Hazel Brooks, con la que permaneció el resto de su vida.
Gibbons fue uno de los treinta y seis miembros fundadores de la Academia de las Artes y las Ciencias Cinematográficas, encargada de otorgar los premios Oscar. Aparte de pasar a la historia como uno de los mejores directores artísticos del cine estadounidense, estableció el doble récord de ser nominado al Oscar en treinta ocasiones y de ganarlo en once de ellas.
Se retiró en 1956 con cerca de 1500 películas en su haber. Murió cuatro años más tarde y está enterrado en el Cementerio de Calvary en Los Ángeles.

## Películas premiadas con el Óscar a la mejor dirección artística
- The Bridge of San Luis Rey ("El puente de San Luis Rey", 1929) de Rowland V. Lee.
- The Merry Widow ("La viuda alegre", 1934) de Ernst Lubitsch.
- Pride and Prejudice ("Orgullo y prejuicio", 1940) de Robert Z. Leonard.
- Blossoms in the Dust (1941) Flores en el polvo.
- Gaslight ("Luz que agoniza", 1944) de George Cukor.
- The Yearling (1946)
- Little Women ("Mujercitas", 1949) de Mervyn LeRoy.
- An American in Paris ("Un americano en París", 1951) de Vincent Minnelli.
- The Bad and the Beautiful ("Cautivos del mal", 1952) de Vincent Minnelli.
- Julius Caesar ("Julio César", 1953) de Joseph L. Mankiewicz.
- Somebody Up There Likes Me (1957)

## Películas nominadas al Oscar a la mejor dirección artística
- When Ladies Meet (1933) de Robert Z. Leonard.
- Romeo and Juliet ("Romeo y Julieta", 1936) de George Cukor.
- The Great Ziegfeld (El gran Ziegfield, 1936) de Robert Z. Leonard.
- Conquest ("Maria Walewska", 1937) de Clarence Brown
- Marie Antoinette("María Antonieta", 1938) de W. S. Van Dyke.
- The Wizard of Oz (El mago de Oz, 1939) de Victor Fleming.
- Bitter Sweet ("Amargo dulce", 1940) de Frank Borzage.
- When Ladies Meet (1941)
- Random Harvest (1942)
- Madame Curie (1943) de Mervyn LeRoy.
- Thousands Cheer (1943)
- Kismet (1944) de Vincente Minnelli.
- National Velvet ("Fuego de juventud", 1944) de Clarence Brown.
- The Picture of Dorian Gray ("El retrato de Dorian Grey",1945) de Albert Lewin.
- Madame Bovary (1949) de Vincente Minnelli.
- Annie Get Your Gun (1950) de George Sidney.
- The Red Danube ("Danubio rojo", 1950) de George Sidney.
- Too Young to Kiss ("Demasiado joven para besar", 1951) de Robert Z. Leonard.
- Quo Vadis (1951) de Mervyn LeRoy.
- The Merry Widow ("La viuda alegre", 1952) de Mervyn LeRoy
- Lili ("Lilí", 1953) de Charles Walters.
- The Story of Three Loves ("Tres amores",1953) de Gottfried Reinhardt y Vincente Minnelli.
- Young Bess (1953)
- Brigadoon (1954) de Vincente Minnelli.
- Executive Suite ("La torre de los ambiciosos", 1954) de Robert Wise
- I'll Cry Tomorrow ("Mañana lloraré", 1955) de Daniel Mann.
- Blackboard Jungle ("La furia de los justos", 1955) de Mark Robson.
- Lust for Life (1956)